# Jan van Reede
Jan van Reede   (Zwolle, 12 de gener de 1878 - Epe, 15 de novembre de 1956) va ser un genet neerlandès que va competir durant la dècada de 1920.
El 1924 va prendre part en els Jocs Olímpics de París, on fou catorzè en la prova de doma del programa d'hípica, amb el cavall Slieve-Gallion. Quatre anys més tard, als Jocs d'Amsterdam, guanyà la medalla de bronze en la prova de doma per equips, amb el cavall  Hans, alhora que fou vuitè en la prova de doma individual.